# بلبل كوستا
بلبل كوستا (بالبرتغالية: Válber Costa‏) (6 ديسمبر 1971 في ساو لويز في البرازيل – )؛ هو لاعب كرة قدم سابق كان يلعب كمهاجم.

## وصلات خارجية
- بلبل كوستا على موقع رابطة كرة القدم اليابانية للمحترفين (اليابانية)
- بلبل كوستا على موقع قاعدة بيانات كرة القدم.إي يو (الإنجليزية)
- بلبل كوستا على موقع Soccerway.com (الإنجليزية)
- بلبل كوستا على موقع عالم كرة القدم.نت (الإنجليزية)